# Городовой приказчик
Городовой приказчик — должность в  Русском государстве XVI века, представитель областной администрации.
Городовые приказчики выбирались из среды уездных служилых людей; подчинялись наместникам. Ведали в основном военными и финансовыми вопросами. В XVII веке в связи с реорганизацией местного управления городовые приказчики стали подчиняться назначаемым из центра воеводам, принявшим на себя административные, полицейские и военные функции.
Должность городового приказчика существовала одновременно с должностью городничего. Довольно трудно уяснить разницу между городничим и городовым приказчиком, так как в Московском государстве не было точного разграничения ведомств и должностей. 